# القوات الجوية التركمانية
القوات الجوية التركمانية ( (بالتركمانية: Türkmen Howa Güýçleri)‏ Türkmen Howa Güýçleri) هو فرع القوات الجوية للقوات المسلحة لتركمانستان . تم تشكيلها من وحدات القوات الجوية السوفيتية السابقة داخل منطقة تركستان العسكرية . وورثت القوات الجوية التركمانية نحو 300 طائرة سوفيتية، ولديها طيارون تدربوا في أوكرانيا